# УБИМ

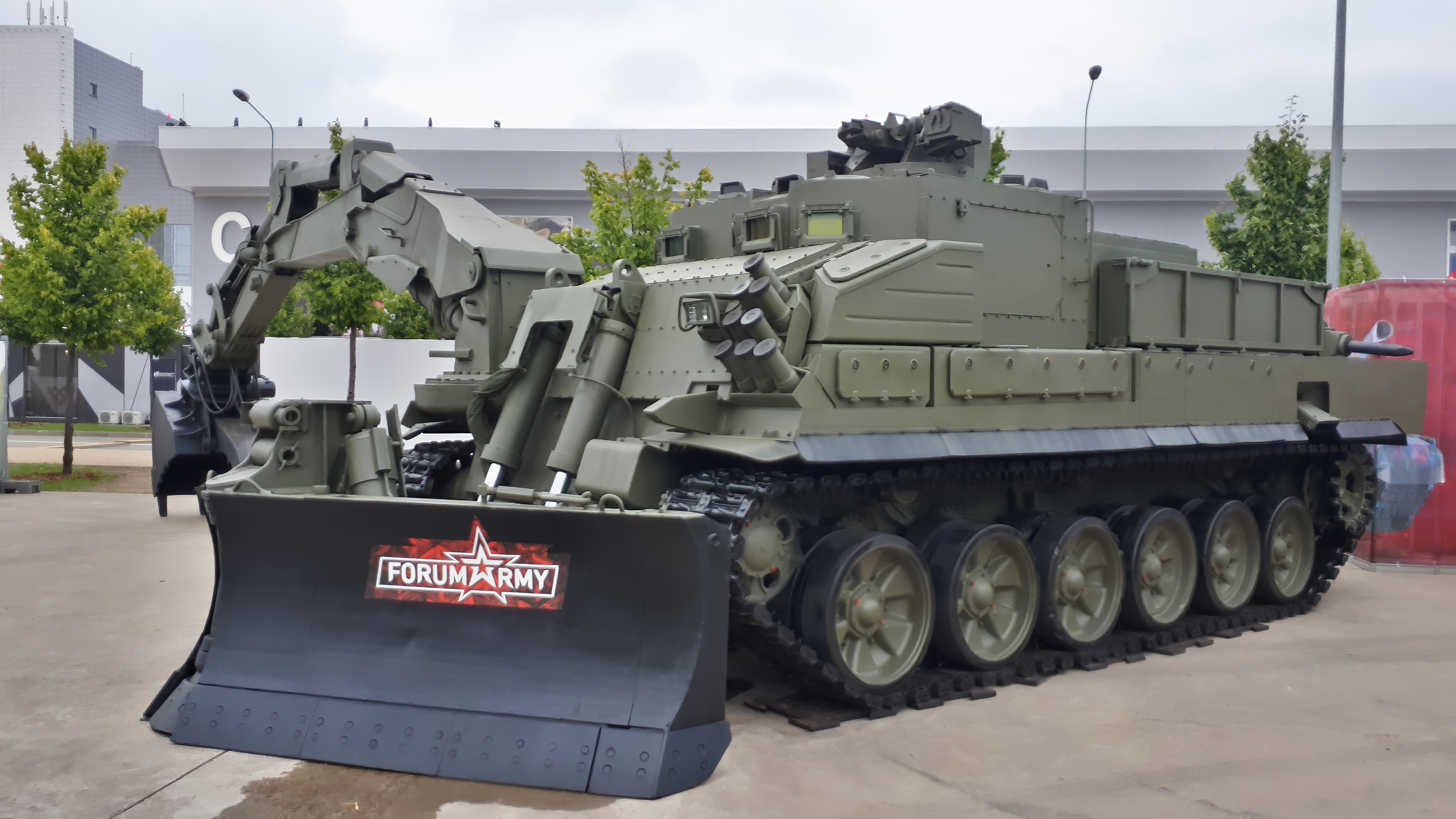
УБИМ.

Универсальная бронированная инженерная машина (УБИМ) — инженерный танк, разработанный АО "Научно-производственная корпорация «Уралвагонзавод». Обладает функциональными возможностями различных инженерных машин: бронированная ремонтно-эвакуационная машина (БРЭМ), инженерная машина разграждения (ИМР), бронированная машина разминирования (БМР). Была представлена на международном форуме «Армия-2018»
При разработке был учтён опыт использования инженерной техники в локальных конфликтах, в том числе в Сирии. Предназначена для прокладки путей по пересечённой местности, для разборки лесных завалов, для разборки каменных завалов, для удаления повреждённой техники с путей движения и манёвра войск.

## Тактико-технические характеристики
Машина создана на шасси танка Т-90. Полная масса до 55 т. Мощность двигателя В-92С2Ф 1130 л. с. Максимальная скорость на шоссе 60 км/ч, запас хода 500 км. Экипаж — 2 человека (командир и механик-водитель), в обитаемом отделении дополнительно возможно размещение до трёх сапёров.
В носовой части смонтирован бульдозерный отвал шириной 4,5 м с изменяемым положением крыльев, также установлена тяговая лебёдка, позволяющая эвакуировать вышедшие из строя боевые машины. С правого борта смонтирована стрела с экскаваторным ковшом максимальной грузоподъёмностью 7,5 т. При необходимости дробления валунов и бетонных конструкций вместо ковша на стреле может быть установлен гидравлический молот. В комплектацию машины также включён набор средств разведки путей движения войск: переносной индукционный миноискатель, многоканальный прибор наблюдения и прибор радиационной и химической разведки.
В целях самообороны на УБИМ в дистанционно управляемом боевом модуле размещён пулемёт калибра 12,7 мм с боекомплектом на 1200 патронов. Боевой модуль имеет лазерный дальномер, а также телевизионный и тепловизионный каналы наведения. Предусмотрены два варианта дополнительной защиты надстройки — от обычных средств боевого воздействия и противорадиационная.